# Élder Herrera
Élder Herrera Cortes (Cali, Valle del Cauca, 28 de diciembre de 1968) fue un ciclista de ruta colombiano. Entre sus logros más importantes se destaca el subtítulo de la Vuelta a Colombia en el 2000 y 2002, el subtítulo del Clásico RCN en el 2000, el Campeonato de Colombia de Ciclismo en Ruta del 2003 y la Vuelta a Mendoza, Argentina en 1999.

## Palmarés[1]
1992
- Vuelta al Valle del Cauca

1995
- Clasificación de los aficionados[2] en la Vuelta a Colombia

1999
- Vuelta a Mendoza

2000
- 2.º en la clasificación general de la Vuelta a Colombia más 1 etapa
- 2.º en la clasificación general del Clásico RCN y clasificación de metas volantes más 1 etapa
- 2.º en el Campeonato Panamericano en Ruta

2001
- 1 etapa en CRE en la Vuelta a Colombia
- 3.º en clasificación general del Clásico RCN

2002
- Vuelta al Tolima
- 2.º en clasificación general de la Vuelta a Colombia
- 3.º en el Campeonato de Colombia en Ruta
- 1 etapa del Clásico RCN

2003
- Campeonato de Colombia en Ruta
- 1 etapa de la Vuelta a Boyacá

2004
- 2.º en clasificación general de la Doble Sucre Potosí GP Cemento Fancesa
- 1 etapa de la Vuelta Higuito, Costa Rica

2005
- 2.º en el Campeonato Nacional, Pista, Persecución, Elite, Colombia

2006
- 1 etapa del Clásico RCN

2007
- 2 etapas en la Vuelta a Chiriquí, una de ellas en CRE

2009
- Prólogo en CRE de la Vuelta a Colombia
- 2.º en clasificación general de la Vuelta a Chiriquí más una etapa

2010
- 1 etapa de la Vuelta a Santander, Colombia

## Equipos
- American Commerce National Bank (1990)
- Pinturas Rust Oleum (1992-1993)
- Ron Medellín - Lotería de Medellín (1994)
- Ron Medellín - Lotín (1995)
- Gobernación de Antioquía - Lotería de Medellín (1996)
- Telecom Discado Directo Internacional - Flavia (1997)
- Avianca - Telecom - Kelme (1998)
- 05 Orbitel (1999-2003)
- Ace - Bryc (2004)
- Lotería de Boyacá (2005)